# 앤드 오브 워
앤드 오브 워(Triage)는 2009년 공개된 영화이다.

## 줄거리
마크와 데이빗은 종군 사진 기자이자 오랜 친구. 1988년 봄, 쿠르디스탄으로 간 그들은 산악 오지에서 전쟁 개시를 기다린다. 종군 생활에 지친 데이빗은 임신한 아내가 기다리는 고국으로 돌아가고 마크는 며칠 더 남아 전쟁의 참상을 카메라에 담기로 한다. 일주일 후 심한 부상을 입고 집으로 돌아온 마크는 먼저 떠난 데이빗이 아직도 돌아오지 않았음을 알게 된다. 회복이 더디고 이상 행동을 보이는 마크가 걱정된 아내 엘레나는 정신과 의사인 할아버지에게 마크의 상담을 부탁한다. 그리고 그 상담으로 언제나 냉철하고 냉소적인 성격의 마크가 숨기고 있던 전쟁이 빚어낸 또 하나의 가슴 아픈 사연, 참상과 그의 내면에 숨겨졌던 상처들이 밝혀지게 되는데…

## 배역
- 콜린 파렐 - 마크 역
- 크리스토퍼 리 - 호아킨 역
- 파즈 베가 - 엘레나 역
- 제이미 실브스 - 데이빗 역
- 켈리 라일리 - 다이안 역
- 줄리엣 스티븐슨 - 에이미 역
- 리스 리치
- 닉 터닝 - 의사 허스바치 역
- 브랑코 듀릭 - 의사 탈자니 역
- 에일린 월쉬
- 이안 메켈리니
- 게일 피츠패트릭